# Miyoshi, Hiroshima
Miyoshi (三次市 Miyoshi-shi) là một thành phố thuộc tỉnh Hiroshima, Nhật Bản.